# Lungge
Lungge is een bestuurslaag in het regentschap Temanggung van de provincie Midden-Java, Indonesië. Lungge telt 2014 inwoners (volkstelling 2010).